# Euxoa gagates
Euxoa gagates là một loài bướm đêm trong họ Noctuidae.